# Polyphon (djur)
För andra betydelser, se Polyphon.
Polyphon är ett släkte av skalbaggar. Polyphon ingår i familjen vivlar.
Kladogram enligt Catalogue of Life:
| Polyphon | \| \| Polyphon cervina \| \| \| \| \| \| Polyphon picus \| \| \| \| \| \| Polyphon undata \| \| \| \| |
|          | \| \| Polyphon cervina \| \| \| \| \| \| Polyphon picus \| \| \| \| \| \| Polyphon undata \| \| \| \| |
|          | Polyphon cervina                                                                                      |
|          | |
|          | Polyphon picus                                                                                        |
|          | |
|          | Polyphon undata                                                                                       |
|          | |